# St-Jean-Baptiste (Chaumont)

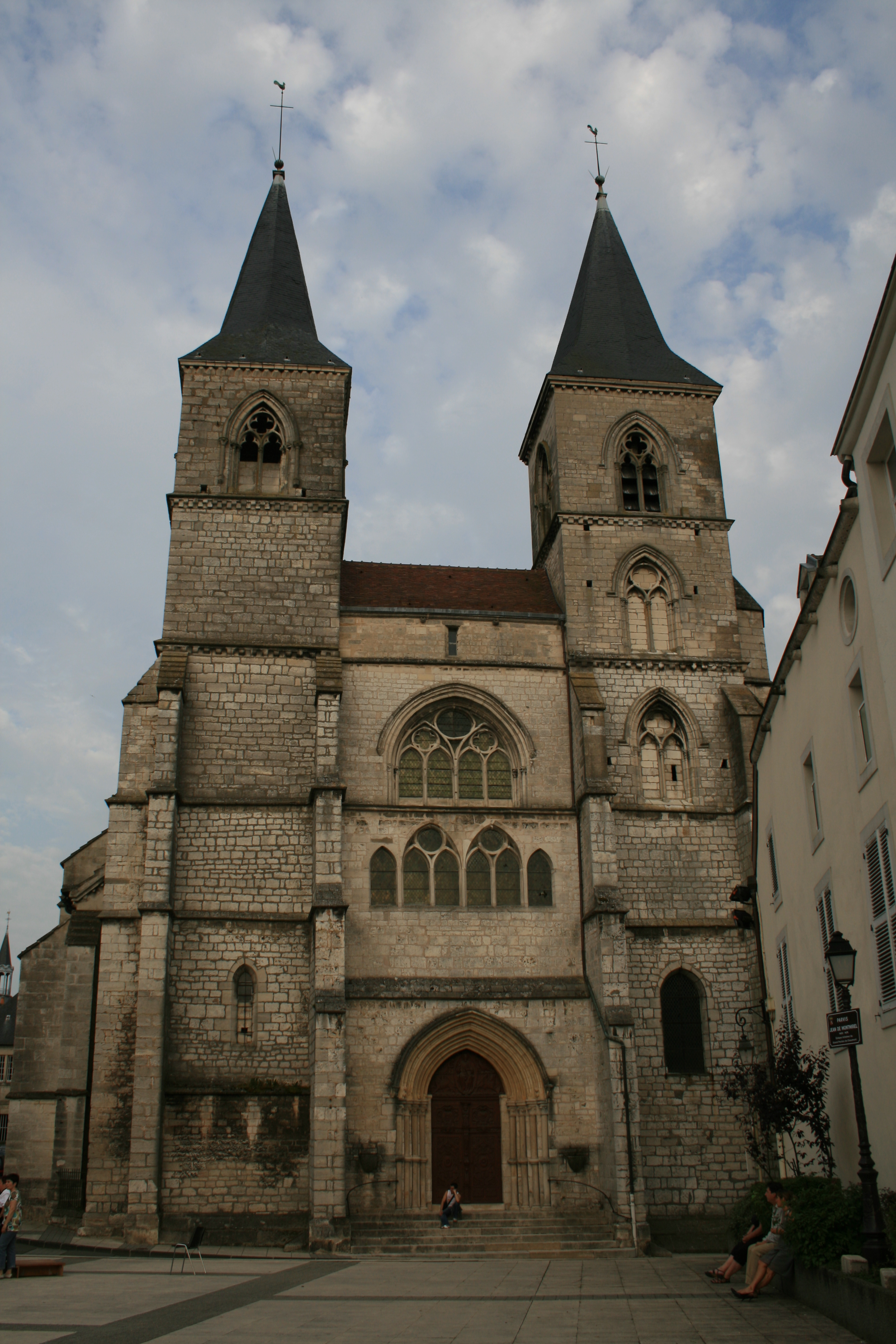
Westfassade

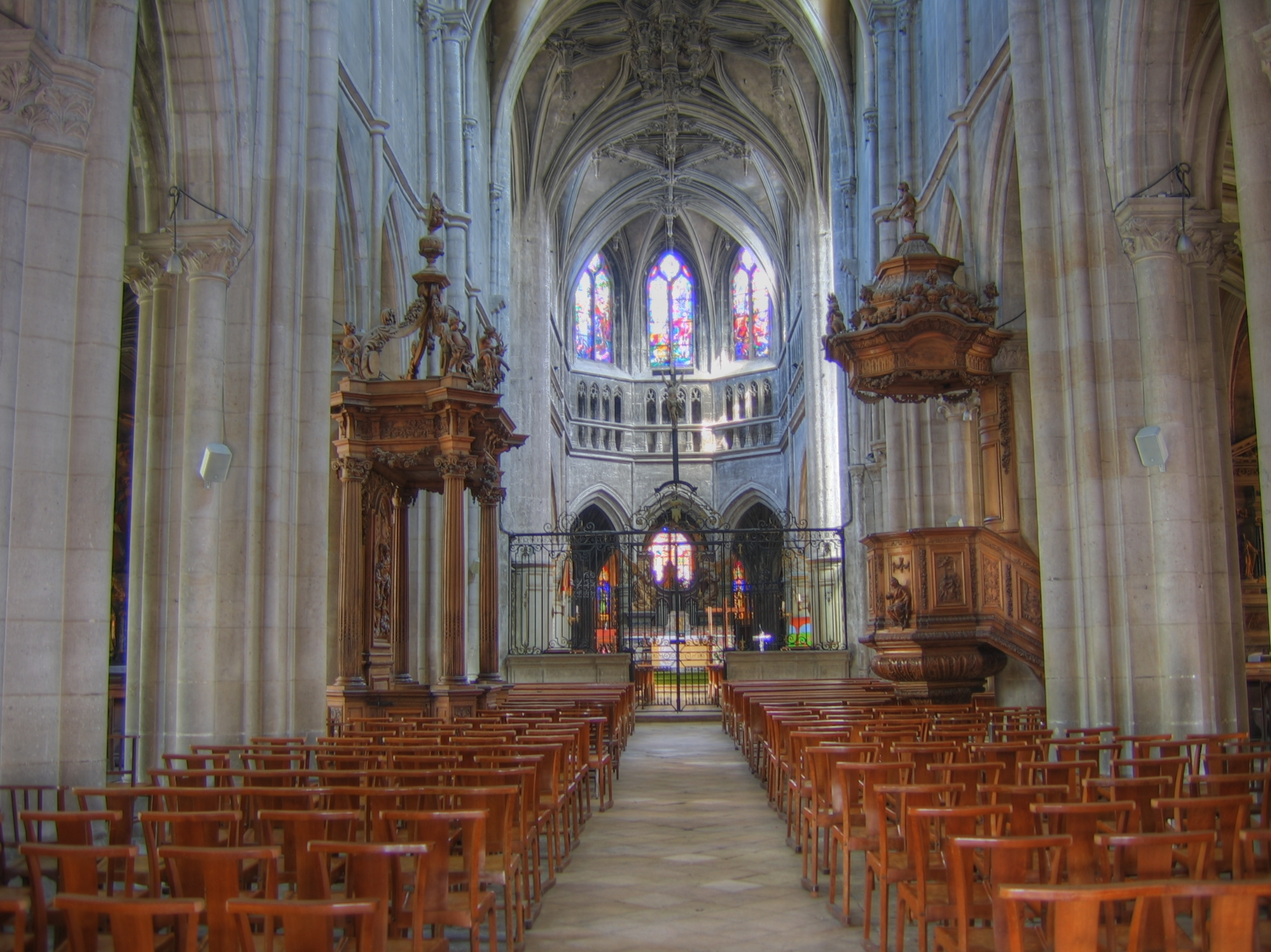
Innenraum

Die römisch-katholische Basilika Saint-Jean-Baptiste ist die Hauptkirche in der Stadt Chaumont in der Region Grand Est in Frankreich. Die Pfarrkirche des Bistums Langres ist Johannes dem Täufer gewidmet, sie trägt den Titel einer Basilica minor und ist als Monument historique gelistet. Die im gotischen Stil errichtete Kirche dominiert mit ihren beiden Türmen den ältesten Teil der Stadt, der am nordwestlichen Rand der Chaumont-Hochebene liegt.

## Geschichte
Die Kirche wurde zu Beginn des 13. Jahrhunderts gebaut, um den Bedürfnissen einer wachsenden Bevölkerung gerecht zu werden. Sie profitierte schnell von zahlreichen Spenden, insbesondere von den Vögten von Chaumont. Sie wurde am 18. Dezember 1474 von Papst Sixtus IV. zur Stiftskirche erhoben. Von 1517 bis 1543 wurden größere Arbeiten durchgeführt, wobei das Gebäude im 18. Jahrhundert reich verziert wurde. 1862 wurde es in der Liste der Monument historique aufgenommen. Papst Pius XII. erhob die Kirche 1948 in den Rang einer Basilica minor.

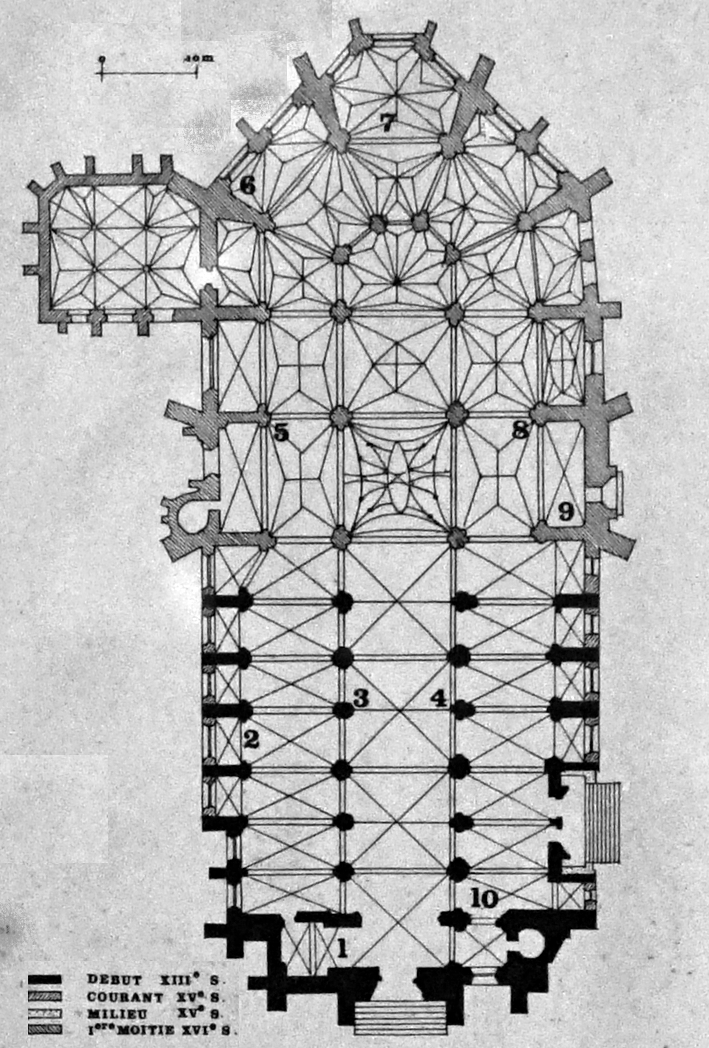
Grundriss

## Architektur
Die dreischiffige Basilika wurde auf einem kreuzförmige Grundriss erbaut. Die nach Westen gerichtete Doppelturmfassade und das Kirchenschiff stammen aus dem 13. Jahrhundert, der Eingang durch das Johannesportal im Süden ist typisch für die Gotik des 14. Jahrhunderts. Der Chor und das Querschiff stammen aus dem 15. und 16. Jahrhundert.

## Ausstattung

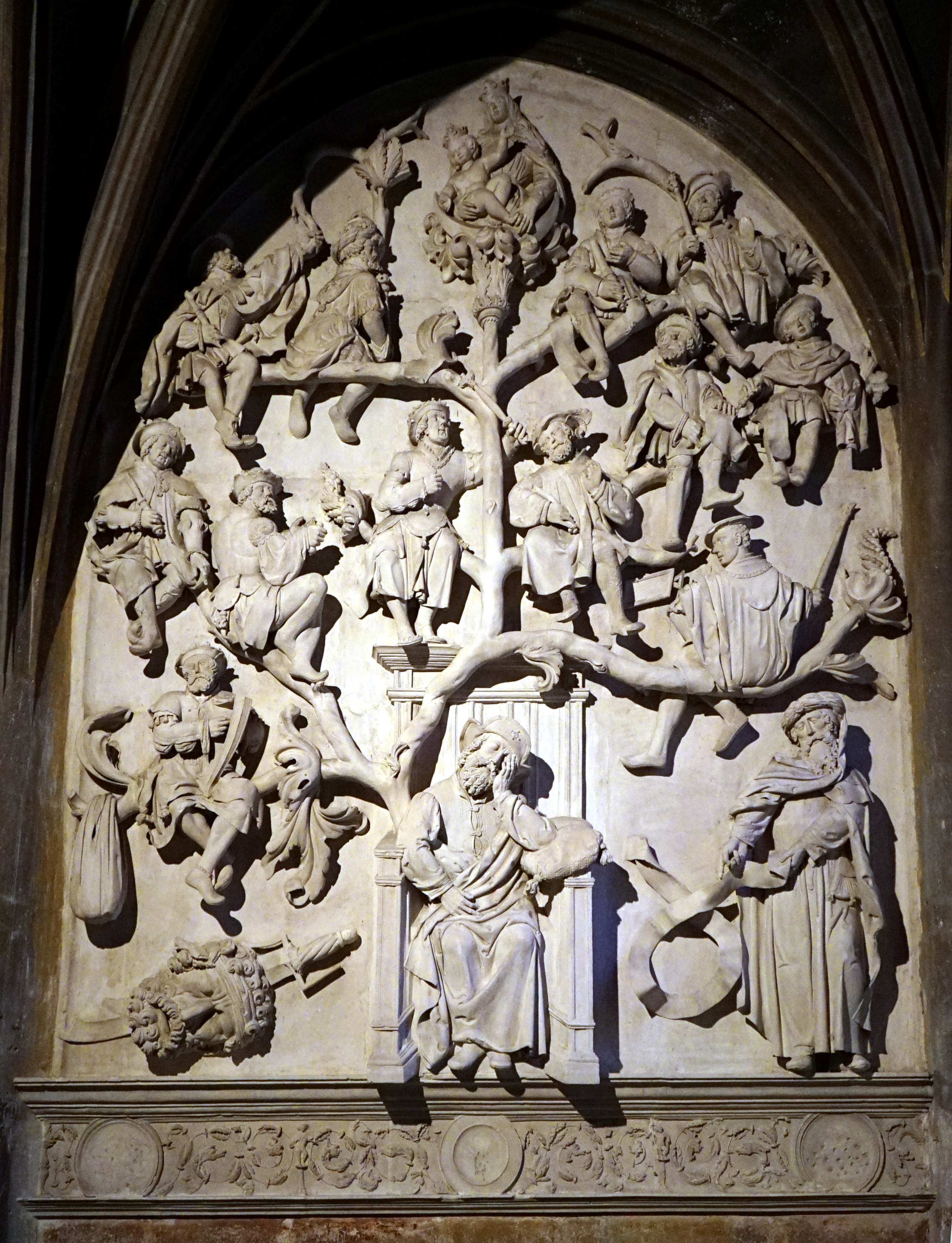
Jessebaum

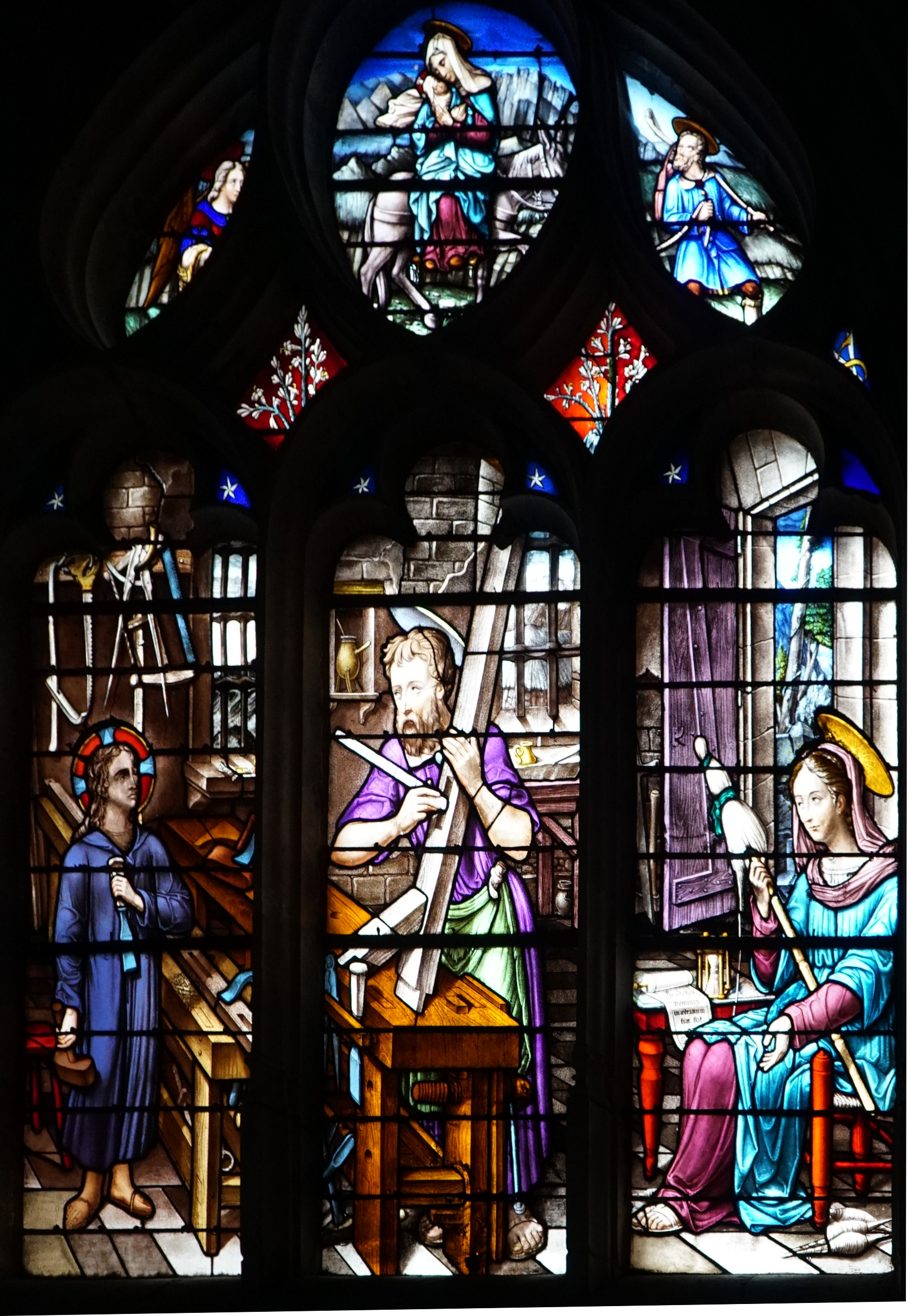
Glasmalerei

Die Basilika besitzt eine bedeutende Kirchenausstattung. Von Jean-Baptiste Bouchardon stammen unter anderem der Hochaltar (der sich derzeit in der Rosenkranzkapelle befindet), die Kanzel und die Kirchenbank vor der Kanzel. Im 15. Jahrhundert wurde die Grabstätte der Familie d’Amboise in einer Kapelle links neben dem Westportal geschaffen. Auf ihrer bemalten Decke sind Jean IV. D’Amboise, Vogt von Chaumont, und seine Frau Katharina de Saint-Belin dargestellt.
Die modernen Glasmalereien sind das Werk von Calixte Poupart.
Die Kirche beherbergt ein herausragendes Beispiel des Jessebaums in Hochrelief, das aus dem ersten Viertel des 16. Jahrhunderts stammt. Er besteht aus Kalkstein und ist 4,50 Meter hoch und an seiner Basis 3,20 Meter breit. Es zeigt Jesse sitzend und schlafend. Der Baum selbst trägt ein Dutzend Figuren und ist mit einer Jungfrau mit Kind gekrönt. Auf dem ersten Zweig, auf der linken Seite, ist David an der Harfe zu erkennen, die er trägt. Auf dem Boden liegt der riesige Kopf von Goliat. Auf der rechten Seite ist die stehende Figur der Prophet Jesaja zu sehen.

## Orgel
Die große Orgel der Basilika ist eine Cavaillé-Coll aus dem Jahr 1872, die im selben Jahr von Charles-Marie Widor, dem berühmten Pariser Organisten, eingeweiht wurde. Diese Orgel besteht aus 36 Registern, die auf drei Manuale und ein Pedalbrett verteilt sind. Das 1768 erbaute Gehäuse im Stil Louis-quinze wurde von Cavaillé-Coll an den Seiten vergrößert, um die Pedalregister unterzubringen.
Der Titularorganist von 1990 bis 2012 war Vincent Freppel, Nachfolger von Annette Merer, Titularorganist von 1962 bis 1982.